# Nyctanthes
Nyctanthes is een geslacht uit de olijffamilie (Oleaceae). De soorten zijn struiken of kleine bomen die voorkomen in Zuid-Azië (Himalaya) en Indochina.

## Soorten
- Nyctanthes aculeata Craib
- Nyctanthes arbor-tristis L. – Night-flowering jasmine

... · 
Forsythia · 
Fraxinus (Es) · 
Jasminum (Jasmijn) · 
Ligustrum (Liguster) · 
Nyctanthes · 
Olea · 
Osmanthus · 
Picconia · 
Syringa · 
...